# Impera
Impera es el quinto álbum de estudio de la banda sueca de heavy metal Ghost, que fue lanzado el 11 de marzo de 2022 a través de Loma Vista Recordings. El álbum fue producido por Klas Åhlund, quien también produjo el álbum Meliora (2015). El lanzamiento de Impera estuvo precedido por tres sencillos: el primero, "Hunter's Moon", se lanzó el 30 de septiembre de 2021 en apoyo de la película slasher de 2021 Halloween Kills y aparece como parte de la banda sonora de la película; el segundo sencillo, "Call Me Little Sunshine", se lanzó el 20 de enero de 2022 y el tercero, "Twenties", se lanzó el 2 de marzo de 2022.
El tema de Impera se centra principalmente en "el ascenso y la caída de los imperios". El álbum recibió elogios generalizados de la crítica.

## Recepción
Impera recibió elogios de la crítica tras su lanzamiento. En Metacritic, que asigna una calificación normalizada de 100 a las reseñas de las principales publicaciones, el álbum recibió una puntuación promedio de 84, lo que indica "aclamación universal", según 8 reseñas.

## Lista de canciones
| N.º | Título                             | Duración |  |
| 1.  | «Imperium»                         | 1:40     |  |
| 2.  | «Kaisarion»                        | 5:02     |  |
| 3.  | «Spillways»                        | 3:16     |  |
| 4.  | «Call Me Little Sunshine»          | 4:44     |  |
| 5.  | «Hunter's Moon»                    | 3:16     |  |
| 6.  | «Watcher in the Sky»               | 5:48     |  |
| 7.  | «Dominion»                         | 1:22     |  |
| 8.  | «Twenties»                         | 3:46     |  |
| 9.  | «Darkness at the Heart of My Love» | 4:58     |  |
| 10. | «Griftwood»                        | 5:16     |  |
| 11. | «Bite of Passage»                  | 0:31     |  |
| 12. | «Respite on the Spitalfields»      | 6:42     |  |

| Edición digital (Bandcamp) |                                |          |  |
| N.º                        | Título                         | Duración |  |
| 13.                        | «Hunter's Moon» (Film Version) | 3:10     |  |

## Personal
Ghost
- Papa Emeritus IV  – Voz
- A Group of Nameless Ghouls – Guitarra, bajo, teclado, batería, guitarra rítmica